# 文野さんの文具な日常
『文野さんの文具な日常』（ふみのさんのぶんぐなにちじょう）は、榎本あかまるによる日本の漫画。『月刊コミックゼノン』（ノース・スターズ・ピクチャーズ）にて、2016年12月号から2019年9月号まで連載された。
とある会社の離れ小島の二人席。鉄壁対応の女性社員文野さんと上司の牧田主任が織りなす文具愛（ラブ）コメディ。懐かしい文房具が出てくるのが特徴。

## 登場人物
文野さん（ふみのさん）
本作の主人公。とある会社の営業課に配属された新入社員。「はい」「いいえ」「何か？」の3単語で構成されるシャットアウト対応で同僚から恐れられている。普段は無表情だが文房具を使って遊び始めると途端に表情が豊かになる。文房具遊びは基本的に仕事が一段落した合間に行なっており、遊びが業務に支障をきたすことは少ない。遊びで使う文房具は古くからあるものが多く、中には現在販売を終了している文房具も含まれている。
年齢と下の名前は不明だが祖父から「アヤちゃん」と呼ばれているシーンがある。コミュニケーションは苦手だが頼まれた仕事はきちんとこなし、風邪をひいた牧田を看病するなどの気遣いはできる。グラマーでとても良いスタイルをしていて女性社員から羨望の眼差しで見られている。アパートで一人暮らしをしている。お酒は日本酒派。
牧田（まきた）
本作の主人公の一人。文野さんの上司の男性社員。年齢は35歳で実家暮らし。下の名前は不明。
文房具に様々な思い出があり、文野さんが持ってきたものを見て子供時代の記憶を思い浮かべる。文野さんとの間に距離を感じて戸惑っていたが、些細な表情の変化で気持ちが読み取れるなど段々と信頼を築き始めている。
新名（にいな）
文野さんたちが勤める会社へ月数回来る出入り業者。13話で初登場。とても短いスカートを履いている26歳の女性。文野さんと同じく文具好きで、興味のある文具を見るとボールにじゃれつく犬のように目で追ってしまう。コミュニケーション能力に長けており、文野さんにも臆することなく話すことができる。フエキくんグッズを集め、愛用している。
小手川ましろ（こてがわ ましろ）
文野さんの同期の新入社員。身長140センチメートルで髪型がおさげの23歳の女性。24話で初登場。新人研修の際に文野さんに対するライバル意識が芽生える。4月生まれだが早生まれの文野さんよりも身体(の様々なところ)が小さいことを気にしている。勢いのまま行動することが多い。
寺島課長（てらしまかちょう）
社員が会社に仕事と関係ないものを持ち込むことを許さないとても厳しくとても怖い課長。4話で初登場。文野さんを震えさせる希少な存在。文野さんが落としたスーパーカー消しゴムで遊んだり、遊ぶ側から叱る側になってしまったことを感慨深く思うなど人間臭いところもある。年齢は46歳。

## 書誌情報
- 榎本あかまる 『文野さんの文具な日常』 徳間書店〈ゼノンコミックス〉、全4巻
  1. 2017年4月20日発売、ISBN 978-4-19-980419-9
  2. 2017年10月20日発売、ISBN 978-4-19-980472-4
  3. 2018年10月20日発売、ISBN 978-4-19-980526-4
  4. 2019年9月20日発売、ISBN 978-4-19-980594-3